# Семеренко Віра Василівна
Віра Василівна Семеренко (1952 — ?) — українська радянська діячка, трактористка колгоспу імені Ватутіна Бахмацького району Чернігівської області. Депутат Верховної Ради УРСР 10-го скликання.

## Біографія
Освіта середня. Член ВЛКСМ.
З 1968 року — причіплювач, з 1970 року — трактористка колгоспу імені Ватутіна села Халимонове Бахмацького району Чернігівської області.